# Smalte
Smalte er et blåt glaspulver, der bruges som farvestof.

## Fremstilling
Smalte fremstilles ved at smelte koboltoxid med kvarts og potaske. Den smeltede masse hældes i vand, hvorved den krakelerer og lettere lader sig pulverisere. Jo finere pulveret er, jo lysere er farven. Hvis indholdet af kobolt er stort, får man kongesmalte, der er stærkt blå.

## Anvendelse
Som pigment har smalte ringe dækkeevne, i olie tørrer det dårligt. Farvetonen er afhængig af lyset, i dagslys er den blå med en violet tone, i kunstlys er tonen mere rødlig. Smalte bruges mest til farvning af glas, porcelæn og emalje, men kan også bruges i freskomaleriet. Det har også været brugt til skiltemaleri.